# Oscar Casanovas
Oscar Casanovas (Avellaneda, 15 maggio 1914 – 1987) è stato un pugile argentino.
Ha vinto la medaglia d'oro olimpica alle Olimpiadi 1936 svoltesi a Berlino nella categoria pesi piuma, battendo in finale il sudafricano Charles Catterall.